# Joker (pel·lícula de 2019)
Joker és una pel·lícula estatunidenca del 2019 dirigida per Todd Phillips. És un thriller psicològic basat en personatges de DC Comics i és protagonitzat per Joaquin Phoenix com a Joker. La història està ambientada el 1981 i segueix els passos d'Arthur Fleck, un comediant fracassat i malalt mental, mentre comença una vida criminal a Gotham City. Joker és una producció de DC Films, Village Roadshow Pictures, Bron Creative i Joint Effort, distribuïda per Warner Bros. Pictures. S'ha subtitulat al català.
Joker es preestrenà a la 76a Mostra Internacional de Cinema de Venècia el 31 d'agost del 2019 i guanyà el Lleó d'Or. Tant als Estats Units com als Països Catalans arribà el 4 d'octubre de 2019. La crítica ha lloat la interpretació de Phoenix, mentre que el to llòbrec, la representació de les malalties mentals i l'ús de la violència s'han valorat de manera diversa.

## Argument
El 1981, Arthur Fleck treballa de pallasso i viu amb la seva mare, la Penny, a Gotham City. L'Arthur pateix un trastorn neurològic que el fa riure en moments inapropiats, i visita una assistent social per a la medicació. Un vespre, mentre torna a casa amb metro, tres executius de Wayne Enterprises l'apallissen. Amb el revòlver que li ha deixat un company de feina en mata dos en defensa pròpia i després el restant a sang freda. Els homicidis i assassinat fan esclatar de sobte un moviment de protesta contra els rics de Gotham, amb màscares de pallasso com a símbol.

## Repartiment
- Joaquin Phoenix com a Arthur Fleck/ Joker, un comediant pobre arraconat per la societat.[3]
- Robert De Niro com a Murray Franklin, presentador d'un talk show.
- Zazie Beetz com a Sophie Dumond, mare soltera.
- Frances Conroy com a Penny Fleck, mare de l'Arthur.

## Producció

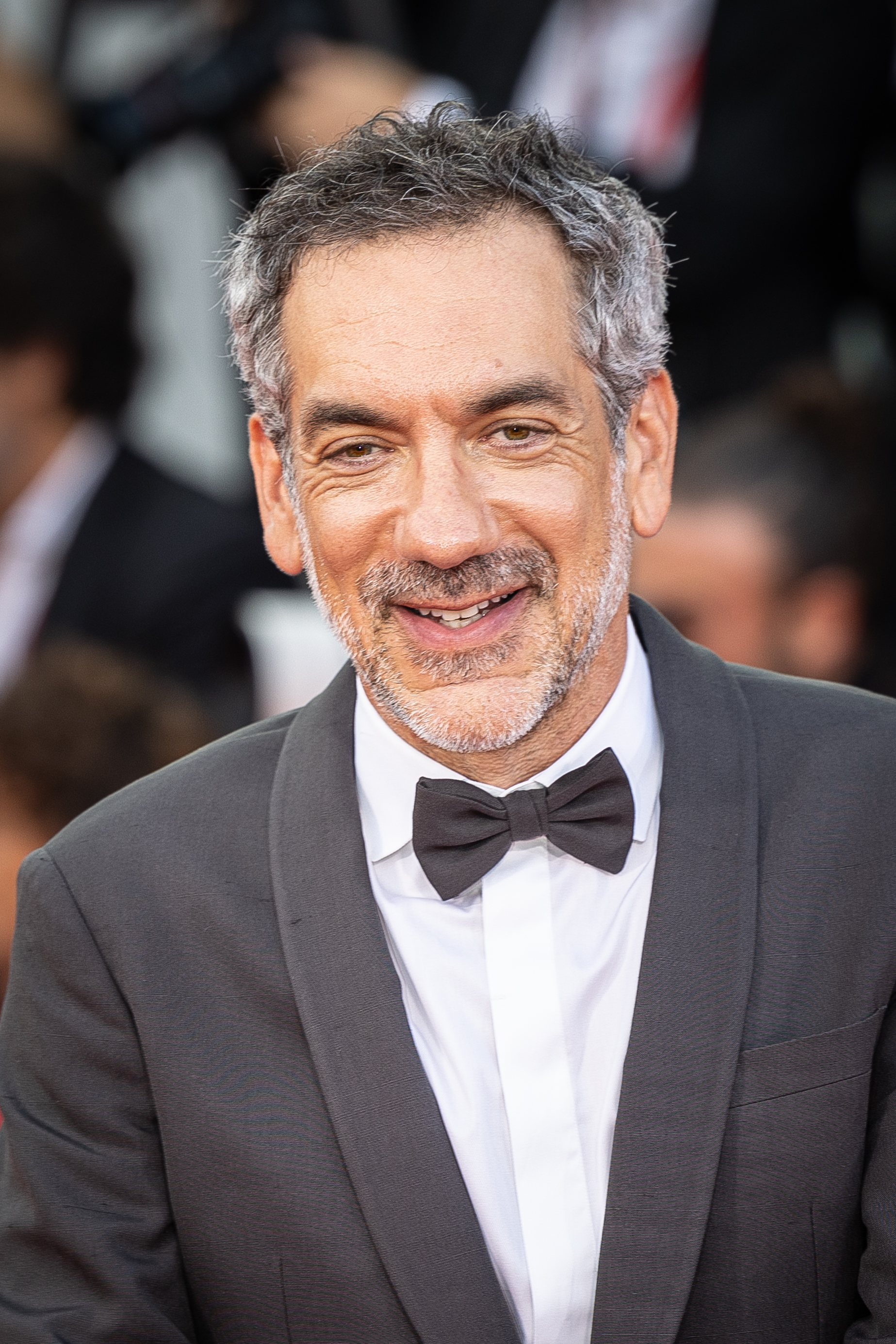
El director de Joker, Todd Phillips, el 2024

Entre el 2014 i el 2015, Joaquin Phoenix va expressar el seu interès al seu agent per actuar en una pel·lícula de baix pressupost tipus "estudi de personatges" sobre un dolent de còmic, com el personatge de DC Comics, el Joker, abans que Phillips li proposés Joker el 2016. Phoenix havia rebutjat anteriorment actuar a l'Univers Cinematogràfic Marvel (MCU) perquè hauria hagut de repetir un paper, com ara Bruce Banner/Hulk (inicialment interpretat per Edward Norton abans de ser reelegit per Mark Ruffalo) o Stephen Strange/Doctor Strange (finalment interpretat per Benedict Cumberbatch), en diverses pel·lícules. Phoenix va descartar el Joker per la seva idea d'"estudi de personatges" i va intentar pensar-ne un de diferent. "Vaig pensar: 'No pots fer el Joker, perquè, saps, és que no pots fer aquest personatge, simplement ja s'ha fet'". L'agent de Phoenix va suggerir organitzar una reunió exploratòria amb Warner Bros., però ell es va negar i va abandonar la idea. De la mateixa manera, a Todd Phillips li havien ofert dirigir pel·lícules basades en còmics diverses vegades, però les va rebutjar perquè pensava que eren "sorolloses" i no li interessaven. Segons Phillips, el Joker va sorgir de la seva idea de crear una pel·lícula de còmic diferent i més arrelada. Es va sentit atret al Joker perquè no creia que hi hagués una representació definitiva del personatge, tot i que sabia que li proporcionaria una llibertat creativa considerable.
Phillips va proposar la idea de Joker a Warner Bros. després que la seva pel·lícula Joc d'armes s'estrenés a l'agost de 2016. Abans de War Dogs, Phillips era conegut principalment per les seves pel·lícules de comèdia, com ara Road Trip (2000), Old School (2003) i The Hangover (2009); Joc d'armes va marcar una incursió en un territori més inquietant. Durant l'estrena, Phillips es va adonar que " Joc d'armes no incendiaria el món i vaig pensar: 'Què vol veure realment la gent?'" A més, va descobrir que era difícil fer pel·lícules de comèdia a la "cultura woke", a causa de l'oposició de "30 milions de persones a Twitter". Finalment va pensar que "Com puc fer alguna cosa irreverent, però que s'enfonsi la comèdia? Ah, ja ho sé, agafem l'univers cinematogràfic dels còmics i li donem la volta amb això". Va proposar que DC Films es diferenciés de la competència de Marvel Studios produint pel·lícules independents de baix pressupost. Després de l'èxit del llançament de Wonder Woman (2017), DC Films va decidir restar importància a la naturalesa compartida de la seva franquícia cinematogràfica basada en DC, l'univers estès de DC Comics (en anglès, DCEU per DC Extended Universe). L'agost de 2017, Warner Bros. i DC Films van revelar els plans per a la pel·lícula, amb Phillips dirigint i coescrivint amb Scott Silver i Martin Scorsese coproduint amb Phillips. Segons Tatiana Siegel, de The Hollywood Reporter, Scorsese va considerar dirigir Joker abans que Phillips fos escollit, tot i que una font de Warner Bros. va dir que només s'hi va involucrar perquè la pel·lícula necessitava un productor amb seu a la ciutat de Nova York.
Segons Kim Masters i Borys Kit de The Hollywood Reporter, Jared Leto, que va interpretar el Joker al DCEU, estava disgustat per l'existència d'un projecte separat de la seva interpretació. A l'octubre de 2019, Masters va informar que Leto "es va sentir 'alienat i molest'" quan va saber que Warner Bros., que li havia promès una pel·lícula independent al Joker del DCEU, va deixar que Phillips continués amb el Joker, fins i tot va demanar al seu mànager musical, Irving Azoff, que cancel·lés el projecte. Masters va afegir que la irritació de Leto va ser el que va fer que posés fi a la seva associació amb Creative Artists Agency (CAA), ja que creia que "els seus agents haurien d'haver-li explicat abans el projecte Phillips i haver lluitat més per la seva versió del Joker". No obstant això, fonts associades amb Leto neguen que intentés cancel·lar Joker i que deixés CAA per això.
Warner Bros. va pressionar perquè Phillips contractés Leonardo DiCaprio per al paper del Joker, amb l'esperança d'aprofitar la participació del seu col·laborador habitual Scorsese per atraure'l. No obstant això, Phillips va dir que Phoenix era l'únic actor que havia considerat, i que ell i Silver van escriure el guió pensant en Phoenix: "L'objectiu no va ser mai introduir Joaquin Phoenix a l'univers de les pel·lícules de còmics. L'objectiu era introduir les pel·lícules de còmics a l'univers de Joaquin Phoenix". Phoenix va dir que quan va saber de la pel·lícula, es va emocionar perquè era el tipus que volia fer, descrivint-la com a única i afirmant que no semblava una típica "pel·lícula d'estudi". Li va costar una mica comprometre's amb el paper, ja que l'intimidava i va dir: "Sovint, en aquestes pel·lícules, tenim aquests arquetips simplificats i reduccionistes i això permet que el públic es mantingui distant del personatge, tal com faríem a la vida real, on és fàcil etiquetar algú com a malvat i, per tant, dir: 'Bé, jo no sóc això'".

### Escriptura
Phillips i Silver van escriure Joker al llarg del 2017 i el procés d'escriptura va durar aproximadament un any. Segons la productora Emma Tillinger Koskoff, va costar una mica obtenir l'aprovació del guió per part de la Warner Bros., en part a causa de les preocupacions sobre el contingut. De la mateixa manera, Phillips va comentar que hi va haver "un milió d'obstacles" durant el procés d'escriptura, que va durar un any, a causa de la visibilitat del personatge. Phillips va dir que, si bé els temes del guió poden reflectir la societat moderna, la pel·lícula no pretenia ser política. També va assenyalar que Joker és una història sobre trauma infantil i malalties mentals. En el seu guió, Phillips va parlar de la dificultat que té per als pacients revelar els seus diagnòstics, fent referència a una frase de la pel·lícula: "La pitjor part de tenir una malaltia mental és que la gent espera que et comportis com si no la tinguessis".
El guió s'inspira en pel·lícules de Scorsese com ara Taxi Driver (1976), Toro salvatge (1980) i The King of Comedy (1982), així com en la trilogia de Ressaca a Las Vegas de Phillips. Altres pel·lícules que Phillips ha citat com a inspiració inclouen estudis de personatges estrenats a la dècada de 1970, com ara Serpico (1973) i Algú va volar sobre el niu del cucut (1975), la pel·lícula muda The Man Who Laughs (1928) i diverses pel·lícules musicals. Phillips va dir que, a part del to, no considerava que Joker fos tan diferent dels seus treballs anteriors, com ara les seves pel·lícules de Ressaca. La premissa de la pel·lícula es va inspirar en la novel·la gràfica Batman: The Killing Joke (1988) d'Alan Moore i Brian Bolland, que representa el Joker com un còmic fracassat, mentre que l'escena culminant del programa d'entrevistes es va inspirar en una escena similar a The Dark Knight Returns (1986) de Frank Miller. No obstant això, Phillips va dir que la pel·lícula "no segueix res dels còmics... Això és el que m'interessava. Ni tan sols estem fent el Joker, sinó la història de convertir-se en el Joker". Phillips va aclarir més tard que volia dir que no van buscar inspiració en un còmic específic, sinó que van "escollir el que ens agradava" de la història del personatge. Havent crescut a Nova York, Phillips també es va inspirar en la vida a la ciutat de Nova York a principis dels anys vuitanta. L'escena del tiroteig al metro i les seves conseqüències es van inspirar en el tiroteig del metro de Nova York de 1984, mentre que Arthur Fleck es basa parcialment en l'autor del tiroteig, Bernhard Goetz.
Phillips i Silver van trobar massa poc realista la història d'origen del Joker més comuna, en què el personatge queda desfigurat després de caure en una tina d'àcid. En comptes d'això, van utilitzar certs elements de la història del Joker per produir una història original, que Phillips volia que fos el més autèntica possible. Com que el Joker no té una història d'origen definitiva als còmics, Phillips i Silver van tenir una llibertat creativa considerable i "es van pressionar mútuament cada dia per crear alguna cosa totalment boja". Tot i que el Joker ja havia aparegut en diverses pel·lícules abans, Phillips va pensar que era possible produir una nova història amb el personatge. «És només una altra interpretació, com la gent fa les interpretacions de Macbeth (1606)», va dir a The New York Times. No obstant això, van intentar mantenir la naturalesa ambigua de "opció múltiple" del passat del Joker posicionant el personatge com un narrador poc fiable —amb històries senceres simplement sent els seus deliris — i van deixar sense aclarir quines malalties mentals pateix. Per tant, Phillips va dir que tota la pel·lícula està oberta a la interpretació.
Quan un esborrany del guió de la pel·lícula, escrit a l'abril de 2018, es va filtrar i es va difondre per Internet, Phillips va declarar que era una versió antiga de sis mesos abans de l'inici del rodatge. Phillips també es va negar a emprendre accions legals contra la difusió del guió, afirmant que li agradava que circulés una versió antiga.